# جيف جونز (لاعب كرة قاعدة)
جيف جونز (بالإنجليزية: Jeff Jones)‏ هو لاعب كرة قاعدة أمريكي، ولد في 29 يوليو 1956 في ديترويت في الولايات المتحدة.

## وصلات خارجية
- جيف جونز على موقعبيزبول رفرنس.كوم (الدوري الرئيسي) (الإنجليزية)
- جيف جونز على موقعبيزبول رفرنس.كوم (الدوري الثانوي) (الإنجليزية)